# Туапа
Туапа (англ. Tuapa) — деревня, расположенная в северо-западной части острова Ниуэ (владение Новой Зеландии) на юге Тихого океана. Является административным центром одноимённого округа.

## Географическая фарактеристика
Деревня Туапа расположена, примерно, в 6 км севернее столицы Ниуэ. Ближайший населённый пункт — деревня Намукулу, находится в 1 км северо-восточнее.
Высота центра деревни над уровнем моря равна 25 м.

## Население
Население, согласно данным переписи населения 2011 года, составляет 97 человек.
| Динамика изменения численности населения Туапа | Динамика изменения численности населения Туапа | Динамика изменения численности населения Туапа | Динамика изменения численности населения Туапа | Динамика изменения численности населения Туапа | Динамика изменения численности населения Туапа |
| Год                                            | 1986                                           | 1997                                           | 2001                                           | 2006                                           | 2011                                           |
| ---------------------------------------------- | ---------------------------------------------- | ---------------------------------------------- | ---------------------------------------------- | ---------------------------------------------- | ---------------------------------------------- |
| жителей                                        | 235                                            | 168                                            | 129                                            | 120                                            | 97                                             |